# Камшилов Олег Анатолійович
 Олег Анатолійович Камшилов  (нар. 1 січня 1969 року, Пікетне, Мар'янівський район, Омська область, РРФСР) — російський державний діяч, юрист. «Прокурор» окупованої Республіки Крим з 2 лютого 2017 року. Державний радник юстиції 2 класу (2018).
Перший заступник прокурора Москви (24 листопада 2015 за 28 грудня 2016 року).

## Життєпис
Народився 1969 року в с. Пікетному Мар'янівської району Омської області.
- 1988—1989 — проходив службу в Радянській армії. Після закінчення 1992 року Омського університету, почав працювати в прокуратурі на посаді помічника прокурора Мар'янівської району Омської області.
- 1996—2000 — прокурор Черлакского району Омської області.
- 2000—2003 — начальник відділу з нагляду за виконанням законів органами ДПС, ФСНП і ФСБ прокуратури Омської області.[5]
- 2003—2006 — перший заступник Омського міського прокурора.
- 2006—2015 — заступник, перший заступник прокурора Красноярського краю.
- 24 листопада 2015 — 28 грудня 2016 — перший заступник прокурора міста Москви.[6][4]

Після окупації Криму Росією 2 лютого 2017 року призначений Прокурором так званої «Республіки Крим» на п'ятирічний термін.
11 червня 2018 року отримав чин Державного радника юстиції 2-го класу.

### Перевірка пов'язана з фільмом «Матильда»
8 серпня 2017 року заявив, що покарає своїх «підлеглих» з так званої «Прокуратури Сімферополя», які заборонили місцевим кінотеатрам показувати трейлер кіно Матильда.

## Санкції
20 червня 2017 року Камшилова внесли до санкційний список США. США розширили санкції проти РФ.
21 червня 2018 року доданий до санкційного списку України.
2 жовтня 2022 Уряд Австралії також ввів санкції проти Камшилова.

## Нагороди
- Медаль ордена «За заслуги перед вітчизною» (РФ)
- Грамота Генерального прокурора РФ
- Медаль «290 років прокуратурі Росії»,
- Почесний працівник прокуратури РФ.[12]

## Цікаві факти
- Став другим «прокурором» Криму після Наталії Поклонської.